# ماري ويبستر (ممثلة)
ماري ويبستر (بالإنجليزية: Mary Webster)‏ هي ممثلة بريطانية، ولدت في 1935 في Evesham ‏ في المملكة المتحدة، وتوفيت في 3 أكتوبر 2014 في Totland ‏ في المملكة المتحدة.

## وصلات خارجية
- ماري ويبستر (ممثلة) على موقع IMDb (الإنجليزية)
- ماري ويبستر (ممثلة) على موقع قاعدة بيانات الفيلم (الإنجليزية)